# Frisland

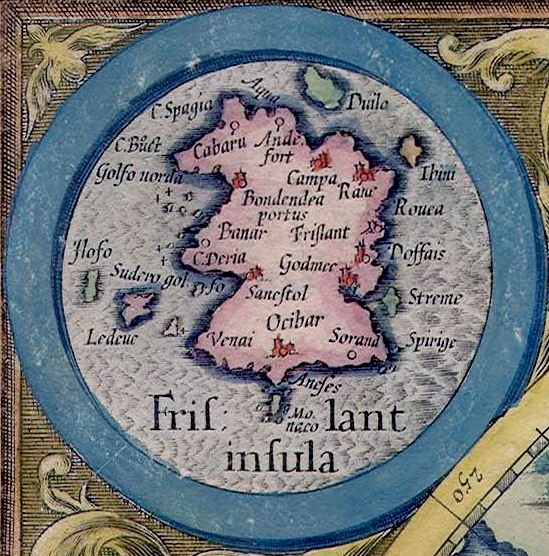
Detal z mapy Merkatora

Frisland – fikcyjna wyspa na północnym Atlantyku, według XVI i XVII-wiecznych podań leżąca niedaleko południowych brzegów Islandii.
Po raz pierwszy Frisland, obok wysp Estotiland i Drogeo, pojawia się na mapie Zeno z 1558 roku, mającej być rzekomo kopią wcześniejszej mapy z roku 1380. Położona była jakoby u południowo-zachodnich wybrzeży Islandii. Choć nigdy nie znaleziono żadnych dowodów na istnienie lądów opisanych przez Zeno, aż do II połowy XVII wieku wyspa Frisland pojawiała się na mapach. Umieścił ją na swojej mapie świata Gerard Merkator. Martin Frobisher, dopływając przypadkowo w 1576 roku do wschodnich brzegów Grenlandii, był przekonany iż właśnie odnalazł Frisland.
Przypuszcza się, iż Frisland trafiła na mapy na skutek pomyłki i w rzeczywistości jest to zniekształcony opis Wysp Owczych. Nazwa wyspy prawdopodobnie powstała na skutek niezrozumienia przez Zeno różnych używanych w średniowiecznych źródłach synonimów nazwy Islandii, takich jak Fixland, Fislandia, Fishland.